# Kuurne-Bruxelles-Kuurne 2009
La Kuurne-Bruxelles-Kuurne 2009, sessantatreesima edizione della corsa, valida come prova dell'UCI Europe Tour 2009, fu disputata il 1º marzo 2009 per un percorso di 193 km. Fu vinta dal belga Tom Boonen, al traguardo in 4h20'48" alla media di 44,402.
Dei 192 ciclisti alla partenza di Kuurne furono 122 a portare a termine il percorso.

## Ordine d'arrivo (Top 10)
| Pos. | Corridore           | Squadra      | Tempo    |
| ---- | ------------------- | ------------ | -------- |
| 1    | Tom Boonen          | QuickStep    | 4h20'48" |
| 2    | Bernhard Eisel      | Columbia-HTC | s.t.     |
| 3    | Jeremy Hunt         | Cervélo      | s.t.     |
| 4    | Karsten Kroon       | Saxo Bank    | s.t.     |
| 5    | Tom Leezer          | Rabobank     | s.t.     |
| 6    | Geoffroy Lequatre   | Agritubel    | s.t.     |
| 7    | Matthieu Ladagnous  | F. des Jeux  | s.t.     |
| 8    | Nick Nuyens         | Rabobank     | a 4"     |
| 9    | Sylvain Chavanel    | QuickStep    | a 12"    |
| 10   | Juan Antonio Flecha | Rabobank     | a 15"    |